# 2053 Nuki
2053 Nuki (1976 UO) là một tiểu hành tinh vành đai chính được phát hiện ngày 24 tháng 10 năm 1976 bởi R. M. West ở La Silla.